# Лавільнев-о-Руа
Лавільне́в-о-Руа́ (фр. Lavilleneuve-au-Roi) — муніципалітет у Франції, у регіоні Гранд-Ест, департамент Верхня Марна. Населення — 66 осіб (01.01.2021).
Муніципалітет розташований на відстані близько 210 км на південний схід від Парижа, 105 км на південний схід від Шалон-ан-Шампань, 12 км на захід від Шомона.
Муніципалітет утворено (відділено від Отревіль-сюр-ла-Ренн) 1 січня 2012 року. 

## Історія
До 2015 року муніципалітет перебував у складі регіону Шампань-Арденни. Від 1 січня 2016 року належить до нового об'єднаного регіону Гранд-Ест.

## Економіка
2010 року серед 62 осіб працездатного віку (15—64 років) 40 були активними, 22 — неактивними (показник активності 64,5%). З 40 активних мешканців працювало 38 осіб (23 чоловіки та 15 жінок), безробітними було 2 (0 чоловіків та 2 жінки). Серед 22 неактивних 2 особи були учнями чи студентами, 10 — пенсіонерами, 10 були неактивними з інших причин.